# Protocolul Milwaukee
Protocolul Milwaukee a fost dezvoltat de Rodney Willoughby Jr. și este un tratament experimental utilizat la ființele umane infectate de rabie. Aceasta implică inducerea chimică a pacientului în comă, urmată de administrarea de medicamente antivirale combinate cu ketamină și amantadină. Teoria din spatele protocolului de tratament se bazează pe ideea că patologia rabiei provine din disfuncția neurotransmițătorului sistemului nervos central. Presupune că, cu activitatea creierului reprimată, ar exista o deteriorare minimă în timp ce sistemul imunitar al pacientului are mai mult timp pentru a lupta împotriva infecției pe cont propriu.
Unul dintre cazurile de succes ale aplicației protocolului include cel al lui Jeanna Giese, o adolescentă din Wisconsin care a supraviețuit rabiei fără a primi vaccinul și a fost prea târziu pentru profilaxia post-expunere. Din păcate, tratamentul lui Ryker Roque nu a reușit și a murit pe 13 ianuarie 2018.
Criterii de selecție pentru Protocolul Milwaukee
Pentru pacienti:
- fără alergie la ketamină sau benzodiazepine,amantadină, BH4, L-arginină sau nimodipină 
- fără contraindicație sau impracticitate a monitorizării dopplerului transcranial sI monitorizare continuă a EEG.
Pacientul poate fi plasat pe un dispozitiv invaziv pentru măsurarea presiunii intracraniene și a conținutului de oxigen tisular sau biopsia creierului în circumstanțe definite, punctiuni lombare seriale sau flebotomie pentru a monitoriza răspunsul imun la rabie, repetarea biopsiilor cutanate ale pielii nucale.
Câteva statistici
Conform Registrului Rabies Milwaukee Protocol, variațiile protocolului au fost aplicate la 35 de pacienți și au existat 3 supraviețuitori minim documentați. Printre acestea se numără o femeie adultă din Columbia, un pacient adult de sex masculin din Peru (care a murit ulterior din cauza complicațiilor imputabile non-rabiei) și un băiat brazilian. Un studiu recent din 2017 a raportat, de asemenea, 5 supraviețuitori din 36 de pacienți rabici tratați cu Protocolul Milwaukee. Deși studiile au revendicat un număr mai scăzut de supraviețuire, Willoughby Jr. a declarat că au avut până acum 18 supraviețuitori, cu majoritatea lor în Peru și 2 în SUA (Milwaukee și California). Rata ridicată a eșecului a determinat o reacție din partea comunității bolilor infecțioase, unde mulți au spus că ar trebui abandonată.
Concluzie
Deși Protocolul Milwaukee nu este un tratament ideal datorită ratei sale de succes scăzute, a costurilor ridicate și a dezbaterilor etice care îl înconjoară, îl face o opțiune improbabilă pentru utilizarea extensivă sau pentru acceptarea pe scară largă ca tratament eficient. Cu toate acestea, este și singurul protocol de tratament pe care supraviețuitorii îl au ca ultimă soluție până în zilele noastre.